# Санчес, Омайра
Омайра Санчес Гарсон (исп. Omayra Sánchez Garzón; 28 августа 1972 — 16 ноября 1985, Армеро, Колумбия) — 13-летняя жительница Армеро (Колумбия). Одна из 25 тысяч погибших в результате схода селевых потоков, возникших после извержения вулкана Невадо-дель-Руис 13 ноября 1985 года. Попав в западню из обломков здания, прежде чем умереть, простояла три дня по горло в воде. Омайра привлекла внимание СМИ, когда один из волонтёров сообщил, что они не могут её спасти. Видео её общения со спасателями, где она улыбалась, было распространено во всех СМИ. О её «мужестве и достоинстве» рассказывали Франк Фурнье и работники гуманитарных миссий, которые собрались, чтобы поддержать и молиться за неё.
После 60 часов борьбы она умерла. Её смерть подчеркнула нежелание должностных лиц оперативно реагировать на угрозу извержения вулкана, а также борьбу добровольцев за жизнь пострадавших, которые могли бы быть спасены.
Санчес получила всемирную известность благодаря фотографиям, сделанным фотожурналистом Франком Фурнье незадолго до её смерти. Когда после её смерти они были опубликованы, эти снимки вызывали спор в связи с решением фотографа сделать их, чтобы обратить внимание на бездействие колумбийского правительства, которое ничего не делало для предотвращения катастрофы, несмотря на имевшееся предупреждение.

## Предыстория

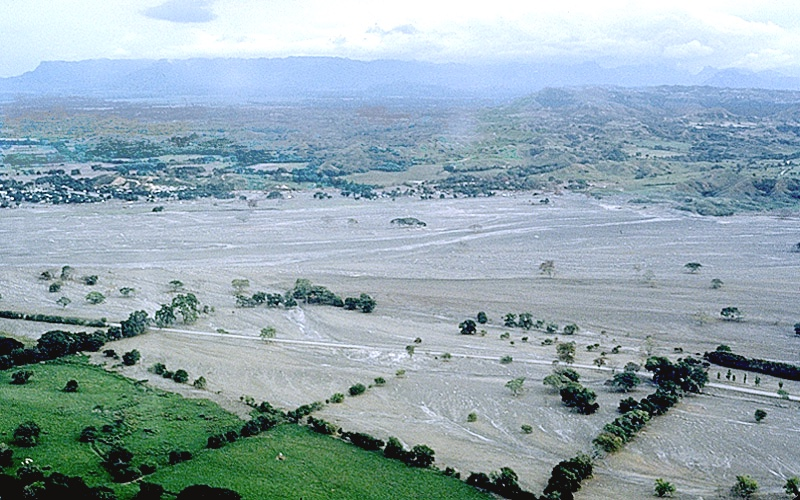
Город Армеро, залитый селем

13 ноября 1985 года произошло извержение вулкана Невадо-дель-Руис. Пирокластические потоки из кратера попали на горный ледник. Из растаявшего льда и вулканического пепла образовались селевые потоки — лахары, стекавшие каскадами вниз в долины рек. Один из селевых потоков, причинивший наибольший ущерб, проходил в три этапа. Двигаясь с большой скоростью (6 метров в секунду), первая волна захватила бо́льшую часть Армеро. При этом погибло большинство (около 20 000) его жителей. Ещё две волны, ослабленные зданиями, и другие потоки погубили 1800 человек в соседнем Чинчина. В общей сложности, из-за селей погибло около 23 000 человек, и было разрушено 14 городов и деревень.
Тяжесть трагедии Армеро усугубляется отсутствием данных о точных сроках извержения и нежелание местных властей принимать дорогостоящие профилактические меры без явных признаков надвигающейся опасности. Поскольку последнее крупное извержение произошло за 140 лет до этого, в 1985 году многие не могли понять, какую опасность представляет вулкан, который местные называли «Спящий лев». Население окрестных районов могло быть эвакуировано ещё за месяц до начала извержения, но колумбийский конгресс обвинил в паникёрстве учёных из ведомства гражданской обороны. Извержение произошло в разгар гражданской войны в Боготе, столице Колумбии, и поэтому правительство и армия не смогли вовремя прийти на помощь пострадавшим.
Омайре Санчес было 13 лет, она жила с родителями, братом и тётей. В ночь катастрофы Омайра и её семья были разбужены шумом приближающегося лахара. Омайра оказалась под завалом в собственном доме. Когда спасатели попытались освободить её, то выяснилось, что её ноги зажаты обломками.

## Смерть
Омайра простояла в воде 60 часов и умерла, предположительно, от гангрены или переохлаждения. Она пережила три ночи агонии. Девочка была очень напугана, часто молилась и плакала. На третью ночь у Омайры начались галлюцинации, она стала говорить, что боится опоздать в школу, и просила людей, находившихся возле неё, пойти отдохнуть.
Спустя 60 часов Омайра умерла. За два часа до её смерти насос для откачки воды был доставлен, но он оказался неисправен. Только через четыре часа было доставлено 18 насосов. Её брат Энрике Альваро, и мать Мария Алиеда остались живы, но отец тоже погиб. Мать Омайры сказала «Я должна жить для своего сына». Свои чувства о смерти дочери она выразила в словах: «Это ужасно, но мы должны думать о живых».
Смерть Омайры, информация о которой была распространена через СМИ, стала символом трагического характера бедствия в Армеро и обратила внимание на нежелание должностных лиц провести надлежащий учёт пострадавших, которых можно было бы спасти. Споры начались, когда чиновники указали, что они предоставили все имеющиеся в их распоряжении средства. Спасатели же указывали, что не хватало даже элементарных вещей: лопат, носилок, режущего инструмента. Они указывали на плохую организацию спасательных работ, и говорили, что спасательным работам мешали большие толпы людей и плохое руководство. Министр обороны Колумбии Мигель Урибе (исп. Miguel Uribe) признал критику спасательной операции справедливой, но объяснил это тем, что Колумбия — отсталая страна, у которой нет необходимого оборудования.

## Фотография
Фотография называлась «Агония Омайры Санчес». Снимок был сделан Франком Фурнье, прилетевшим в Боготу 15 ноября. Он отправился в Армеро, который был, по словам Фурнье, «очень далеко». Ему пришлось ехать пять часов, а потом ещё два с половиной часа добираться пешком. Он прибыл в Армеро утром 16 ноября, и фермер направил его к Омайре Санчес, которая была уже обессилена, пробыв в ловушке около трёх дней. Фурнье позже описал город как «очень запоминающийся», с такой «жуткой тишиной», что хотелось кричать. Он сделал снимки с чувством, что он мог только «показать должным образом мужество, страдания и достоинство девочки» и попытаться показать необходимость оказания срочной помощи району бедствия.
Фотография после появления в Paris Match  вызвала серьёзные споры. В обществе Фурнье называли «стервятником», на что он возразил, заявив:

Я чувствовал, что мне важно было сообщить об этой истории, и мне легче от того, что реакция на неё есть; было бы хуже, если бы люди не обратили внимания…
Оригинальный текст (англ.)I felt the story was important for me to report and I was happier that there was some reaction; it would have been worse if people had not cared about it»
— 
Он также добавил:

Я считаю, что фотографии помогли собрать деньги со всего мира для оказания помощи и помогли показать безответственность и отсутствие мужества лидеров страны
Оригинальный текст (англ.)«I believe the photo helped raise money from around the world in aid and helped highlight the irresponsibility and lack of courage of the country's leaders»— 
Позднее снимок был признан фотографией 1985 года по версии World Press Photo.

## Память

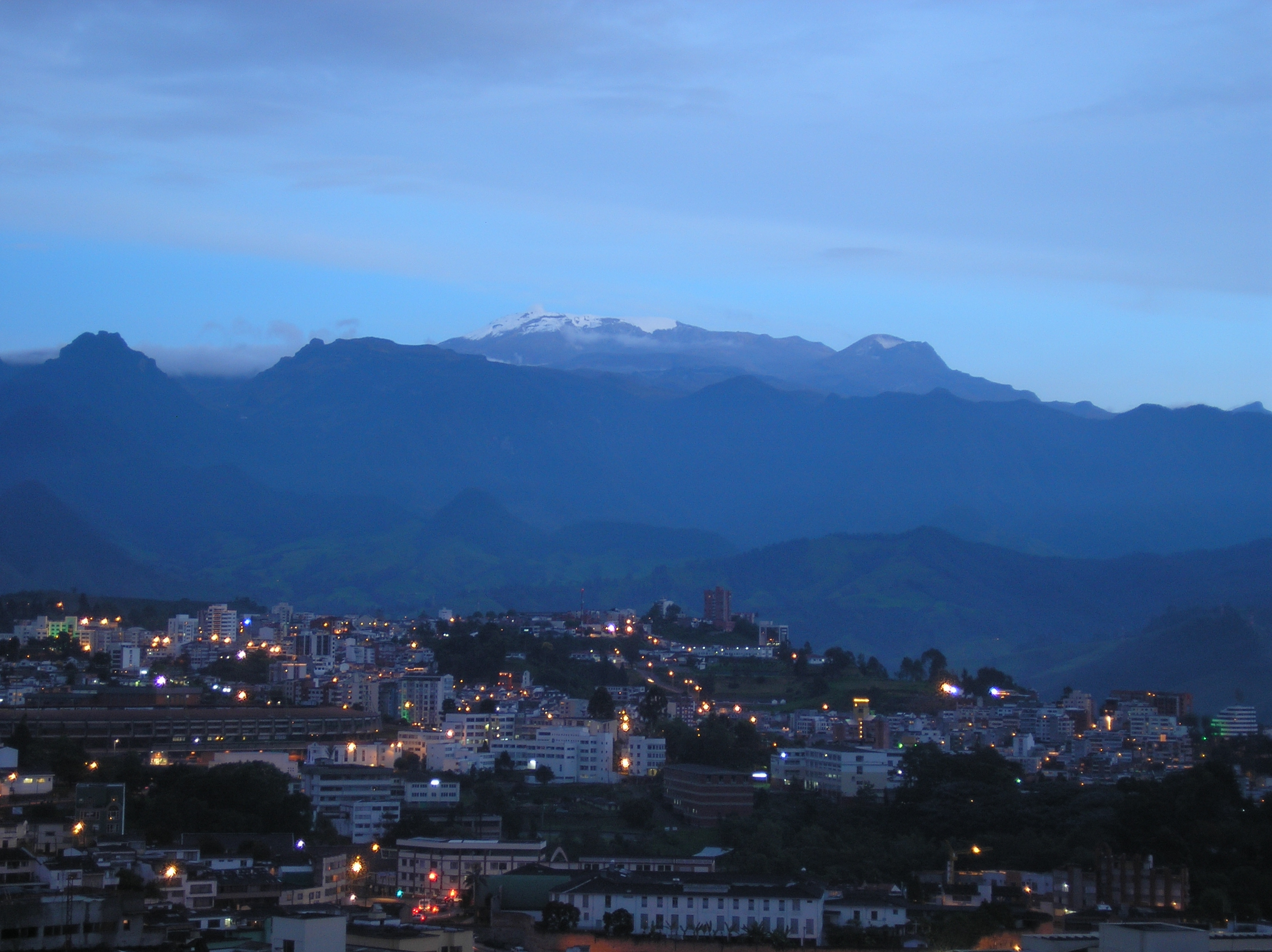
Невадо-дель-Рус в 2006 году. Вулкан остаётся активным

Катастрофа в Армеро произошла вскоре после рейда партизанской группы Движения 19 апреля в Боготу и последующей осады Дворца Юстиции 6 ноября, которые ухудшили и без того хаотичную ситуацию в стране. После смерти Омайры вина за трагедию Армеро была возложена на колумбийское правительство, проявившее бездействие и не обращавшее внимание на сообщения о предстоящем извержении вулкана.
По данным Центра контроля за вулканами, Невадо-дель-Рус остаётся активным до сих пор. Он представляет угрозу для 500 тысяч человек, проживающих в Чинчина, Коэльо-Туч, Комбейма и долине реки Гуали. Таяние только 10 % ледников может привести к образованию селей общим объёмом в диапазоне 70 — 188 миллионов кубических метров. Город Армеро больше не существует, на его месте расположен мемориал катастрофы. Имеется небольшой памятник Омайре. Местные газеты вспоминали двадцатилетие извержения вулкана. Также упоминалась и трагедия Омайры.
Жертвы катастрофы и Омайра увековечены в стихах, романах и музыкальных произведениях. Книга Эдуарда Санты (исп. Eduardo Santa) «Adios, Omayra: La catastrofe de Armero» рассказывает о последних днях жизни девочки. Один из рассказов в сборнике «And of Clay Are We Created» писательницы Исабель Альенде написан от лица человека, присутствовавшего при смерти Омайры. «Её [Омайры] большие чёрные глаза, наполненные мудростью, до сих пор преследуют меня в моих снах. Написанием истории мне не удалось прогнать её призрак».